# Jardín Botánico de la Universidad de Constanza
El Jardín Botánico de la Universidad de Constanza en alemán : Botanischer Garten der Universität Konstanz es un jardín botánico de 1.5 hectáreas de extensión que se encuentra en Constanza, Alemania. Está administrado por la Universidad de Constanza. Su código de identificación internacional como institución botánica así como de su herbario es KON. 

## Localización
El jardín botánico se encuentra ubicado a unos 250 metros al noreste del campus norte de la Universidad de Constanza.
Botanischer Garten der Universität Konstanz D-78434 Konstanz-Constanza, Baden-Wurtemberg, Deutschland-Alemania.47°41′31.56″N 9°10′43.68″E / 47.6921000, 9.1788000
Se encuentra abierto a diario y la entrada es libre.

## Historia
El jardín botánico tiene sus inicios en 1972, el primer invernadero fue construido en 1982. 
Se fueron añadiendo nuevos invernaderos en 1993, y en 1997 fueron remodelados y replantados los jardines al aire libre. 

## Colecciones
Actualmente el jardín contiene unas 1400 especies, incluyendo aproximadamente 290 especies agrícolas al aire libre y 160 especies de cultivos tropicales en el invernadero. 
Sus secciones importantes incluyen: 

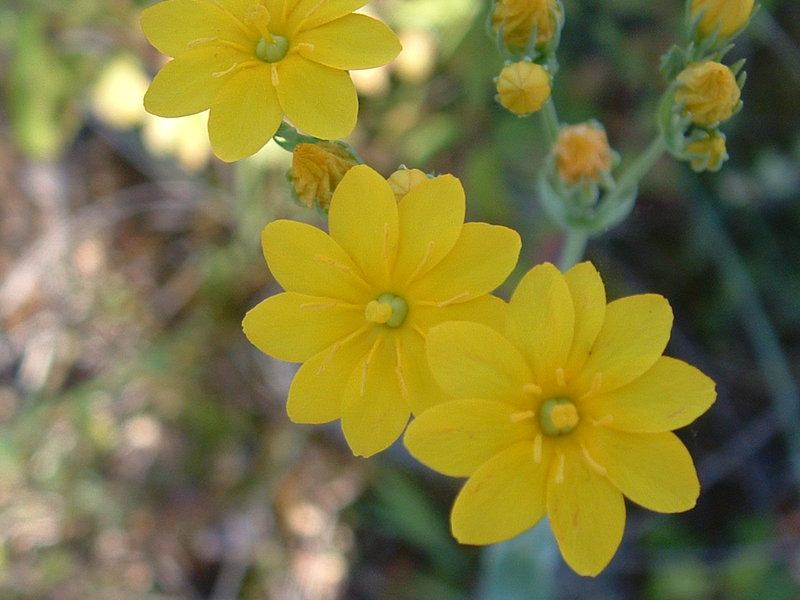
Cimas de Blackstonia perfoliata.

- Colección de plantas regionales (con una gran colección de hierbas de playas y de cañizos), así como las especies de la región del lago Constanza, que incluyen, Armeria purpurea, Blackstonia perfoliata, Deschampsia littoralis, Equisetum variegatum, Erucastrum nasturtiifolium, Gentiana utriculosa, Globularia punctata, Gratiola officinalis , Myosotis rehsteineri, Orcis coriophor, Orchis palustris, Oxytropis pilosa, Potentilla micrantha, Ranunculus reptans, y Samolus valerandi.
- Colección de manzanos,
- Cultivos agrícolas, con investigaciones en enfermedades y plagas de las plantas agrícolas con Arabidopsis thaliana, Coffea arabica, Fragaria vesca, Malus domestica, Medicago sativa, Phragmites australis, y Vicia faba.
- Colección de hierbas silvestres de campos y viñedos.
- Invernaderos contienen una colección de plantas de cultivos tropicales, malas hierbas tropicales, y plantas que demuestran las interacciones entre animal y planta, así como una casa fría que contiene unas 460 especies, incluyendo la flora de las islas Canarias, plantas mediterráneas, plantas carnívoras, y suculentas.
- También alberga 2 senderos de la naturaleza.